# Козачковський Андрій Осипович
Козачковський Андрій Осипович (16 серпня 1812 — 20 серпня 1889) — лікар, громадський діяч. Син ректора Переяславської духовної семінарії Осипа Козачковського. Друг Т. Шевченка.

## Життєпис
У 1835 закінчив Петербурзьку Медико-хірургічну академію.
Тарас Шевченко познайомився з Козачковським восени 1841 в Петербурзі. Навесні 1843 Козачковський виїхав повітовим лікарем до Курська. З січня 1844 він працював у Переяславі, спочатку міським лікарем, пізніше — лікарем і викладачем медицини в семінарії. Відвідавши Козачковського в серпні 1845, Шевченко їздив з ним у сусідні села — Андруші й Монастирище.
В кінці жовтня 1845 Шевченко приїхав у Переяслав до Козачковського й пробув у нього (з перервами) до початку січня 1846. Козачковський лікував поета, коли той був хворий. У Переяславі Шевченко написав поеми «Наймичка», «Кавказ», посвяту П. Шафарикові до поеми «Єретик», і вірш «Заповіт», намалював автопортрет (не зберігся) й кілька краєвидів.
Шевченко написав 1847 в Орській фортеці вірш «А. О. Козачковському». На засланні й почалося листування Шевченка з лікарем (збереглося 4 листи Козачковського). Останній матеріально допомагав засланому поетові.
В червні 1859 Шевченко приїхав до Переяслава, побував з Козачковським на ярмарку і в селі Козинцях, записав від нього кілька своїх забутих віршів, створених до заслання. В той час між ними виявилися значні розходження в поглядах на майбутню селянську реформу.
Востаннє Шевченко був у Козачковського в середині серпня 1859, коли повертався до Петербурга.
Козачковський залишив спогади про Тараса Шевченка (опубліковані в газеті «Киевский телеграф», 26 лютого 1875). Він був також власником колекції Шевченкових малюнків. Тепер в Переяславі в колишньому будинку Козачковського створено історичний музей, де є експозиція, присвячена перебуванню поета в Переяславі і на Переяславщині.